# Madeline Joyce
Miss América (Madeline Frank) es una superheroína ficticia que aparece en los cómics estadounidenses publicados por Marvel Comics. Ella apareció por primera vez en Marvel Mystery Comics # 49 (noviembre de 1943), y fue creada por el escritor Otto Binder y el artista Al Gabriele para Timely Comics, el precursor de Marvel en la década de los 40, en el período que los fanáticos e historiadores llaman la Edad de oro de las historietas.

## Historial de publicaciones
A medida que los superhéroes comenzaron a desaparecer en la era posterior a la Segunda Guerra Mundial, los editores de cómics se apresuraron a explorar nuevos tipos de historias, personajes y audiencias. En un intento por atraer a las jóvenes lectoras, las compañías de cómics comenzaron a presentar algunas de las primeras superhéroes femeninas importantes desde Wonder Woman en 1941. Estas nuevas protagonistas femeninas incluirían a Blonde Phantom de Timely, Golden Girl, Namora, Sun Girl y Venus, y su estrella de humor adolescente, Millie la Modelo; Fox Comics 'renacimiento de Quality Comics, Phantom Lady; y Canario Negro de DC.
Quality Comics había presentado un personaje no relacionado llamado Miss América en Military Comics en 1941 y 1942. En 1943, Timely Comics publicó Marvel Mystery Comics # 49, con un nuevo personaje llamado "Miss America".
Después de dos apariciones en Marvel Mystery, Miss América de Timely recibió su propio libro, Miss América Comics (sin fecha de portada) a principios de 1944. Algunas fuentes enumeran a Ken Bald como el artista de portada e interiorismo, aunque Vincent Fago, editor interino de Timely para el borrador de Stan Lee, recordó, "Contraté a una amiga del negocio de animación, Pauline Loth, y ella hizo el arte para el primer libro de Miss América".
Sin embargo, la serie cambió de formato con su segundo número para convertirse en la Miss América más grande, del tamaño de una revista , aunque con la combinación convencional de cómics de portadas brillantes e interiores de papel de periódico. Iniciando este formato como vol. 1, # 2 (noviembre de 1944), la publicación relegados su superhéroe a un papel secundario y comenzó a enfocarse en adolescentes románticas en historias de cómics más artículos sobre temas tales como la cocina, la moda y el maquillaje. Este segundo número, que presentaba una portada de una modelo desconocida vestida con el disfraz de Miss América, también presentó la característica de cómic de larga duración "Patsy Walker".
Junto con el único cómic de superhéroes, Miss América publicó 126 números en una numeración complicada que continuó hasta el vol. 7, # 50 (marzo de 1953), el número 83. Luego volvió al formato de cómic como Miss America vol. 1, # 51–93 (abril de 1953 - noviembre de 1958). El formato de la revista había usado portadas de fotos de adolescentes cotidianos. En 1951, comenzando con el vol. # 7, # 42 (), el logotipo cambió a Patsy Walker Starring en Miss América, con portadas que ahora representan al estudiante de secundaria, novio de Patsy, Buzz Baxter, y su rival romántico, Hedy Wolfe, en dibujos animados de, de manera diversa, Al Jaffee o Morris Weiss.
El personaje apareció en un flashback póstumo en la publicación de Marvel Comics Giant-Size Avengers # 1 (agosto de 1974).

## Biografía del personaje ficticio
La heredera adolescente con conciencia social Madeline Joyce nació en Washington D. C., y era sobrina y pupila del magnate de la radio, James Bennet, quien patrocinaba a un profesor Lawson, un científico que afirmaba haber obtenido superpoderes a través de un dispositivo que había sido alcanzado por un rayo. Joyce, manipulando en secreto el artilugio durante una tormenta esa noche, ganó la capacidad de volar y una gran fuerza después de que un rayo golpeó de manera similar, dejándola inconsciente (originalmente tenía visión de rayos X, así como otros poderes, pero después de sus pocos primeros años) apariciones fueron retrocontinuada) El científico en pánico, al ver a la joven aparentemente muerta, destruyó el dispositivo y luego se suicidó. Joyce sobrevivió para luchar contra el crimen mientras Miss América vestía patrióticamente, apareciendo regularmente en Marvel Mystery Comics y All Winners Comics.
En este último, fue miembro del equipo de superhéroes de Timely, el Escuadrón de Todos los Ganadores, luchando junto al Capitán América y Bucky, la Antorcha Humana original y Toro, el Submarinero y el Whizzer en las dos aventuras de la Edad de Oro del grupo. En el segundo de estos, ella usaba lentes, uno de los muy pocos superhéroes que los necesitaban. Miss América hizo su última aparición en la Edad de Oro en Marvel Mystery Comics # 85 (febrero de 1948).
Más tarde se reveló que Joyce se había casado con el superhéroe de la Edad de Oro Robert Frank (el Whizzer). Debido a que los dos habían estado expuestos a la radiación, su primer hijo fue el mutante radioactivo Nuklo. Sin embargo, Joyce murió de complicaciones derivadas del parto con su segundo hijo muerto debido a la intoxicación por radiación de su primera descendencia mientras estaba en la Montaña Wundagore, Transia. También se sugirió durante este tiempo que Joyce y Frank eran los padres de Quicksilver y Bruja Escarlata de los Vengadores, aunque esto finalmente fue refutado cuando se reveló que Magneto y su esposa Magda eran los padres biológicos de esos gemelos. Miss América fue retrocontinuada en 1976 como miembro del súper equipo de la Segunda Guerra Mundial, la Legión de la Libertad, entre la creación de los Invasores y el Escuadrón de Todos los Ganadores de la posguerra. Como miembro de la Legión de la Libertad, luchó contra el Cráneo Rojo, y junto con la Legión de la Libertad y los Invasores, combatió contra el súper equipo nazi Super-Axis.
Miss América regresó de la muerte durante 24 horas en la miniserie de 2006 X-Statix Presents: Dead Girl, donde se reveló que estaba pasando una eternidad en el infierno. Sin embargo, en el Manual oficial completamente nuevo del Universo Marvel AZ, las entradas seleccionadas de personajes que aparecen en esa miniserie, incluida la del Anciano, afirman que los personajes del infierno eran impostores.
El cadáver reanimado de Miss América aparece más tarde como un residente cyborg del Núcleo, una ciudad subterránea poblada por robots avanzados. El cyborg lucha con el antiguo compañero de equipo de Miss América, la Antorcha Humana, e intenta calmarlo en una falsa sensación de seguridad. La Antorcha, sin embargo, se da cuenta de que el cyborg no es realmente su viejo amigo, simplemente una marioneta que usa su cuerpo.

## Poderes y habilidades
Una descarga eléctrica de un equipo experimental desconocido le dio a Madeline Joyce la capacidad de levitarse por medios psiónicos. Al usar su habilidad de levitación en conexión con saltos cuidadosamente planeados, Miss América podría usar su poder para volar. Podía alcanzar cualquier altura a la que aún pudiera respirar (aproximadamente 20,000 pies). Podría usar este poder durante aproximadamente 2 horas antes de que la fatiga mental la obligara a descansar. Además, los venenos por fatiga se acumulan mucho más lentamente en su cuerpo que el de un humano normal, lo que le da una "vitalidad" mayor. Miss América también poseía la "Fuerza de Mil Hombres", permitiéndole levantar pesas mucho más pesadas de lo que un humano normal sería capaz de levantar.
Además, Miss América originalmente poseía el poder de proyectar "Visión de Rayos-X". Este poder se desvaneció con el tiempo, dejándola con la necesidad de anteojos.

## Otros personajes llamados Miss América
- América Chávez, otra superheroína que usa el apodo de Miss América, apareció por primera vez en la serie limitada de 2011 Vengeance de Joe Casey y Nick Dragotta.[8]
- En The Avengers: The Initiative Annual # 1, se estrenó una nueva versión de Legión de la Libertad, conocida como Liberteens, con sede en Pensilvania, una de las cuales se hacía llamar Miss América, y poseía los mismos poderes de vuelo y fuerza que la Miss América original.

## En otros medios
- Miss América fue adaptada libremente para la serie de televisión japonesa "Super Sentai" de 1979, Battle Fever J, como parte de la colaboración entre Marvel Comics y el estudio Toei. Mientras se conserva el nombre, el vestuario y el personaje fueron cambiados para la serie.
- La versión de Madeline Joyce de Miss América apareció en la serie animada de Spider-Man de la década de 1990 en el arco de la historia "Six Forgotten Warriors", con la voz de Kathy Garver. En esta versión, Miss América es uno de varios personajes que incluye Black Marvel, Destroyer, Thunderer y Whizzer que obtuvieron sus poderes como resultado de un intento de recrear el proceso que le dio poder al Capitán América, y que los activa con un anillo especial.
- La versión de Madeline Joyce de Miss América aparece en el episodio de Ultimate Spider-Man, "Academia S.H.I.E.L.D.". Ella se muestra en un flashback de la Segunda Guerra Mundial luchando contra Arnim Zola con el Capitán América, Bucky y Whizzer.